# Boumerdès

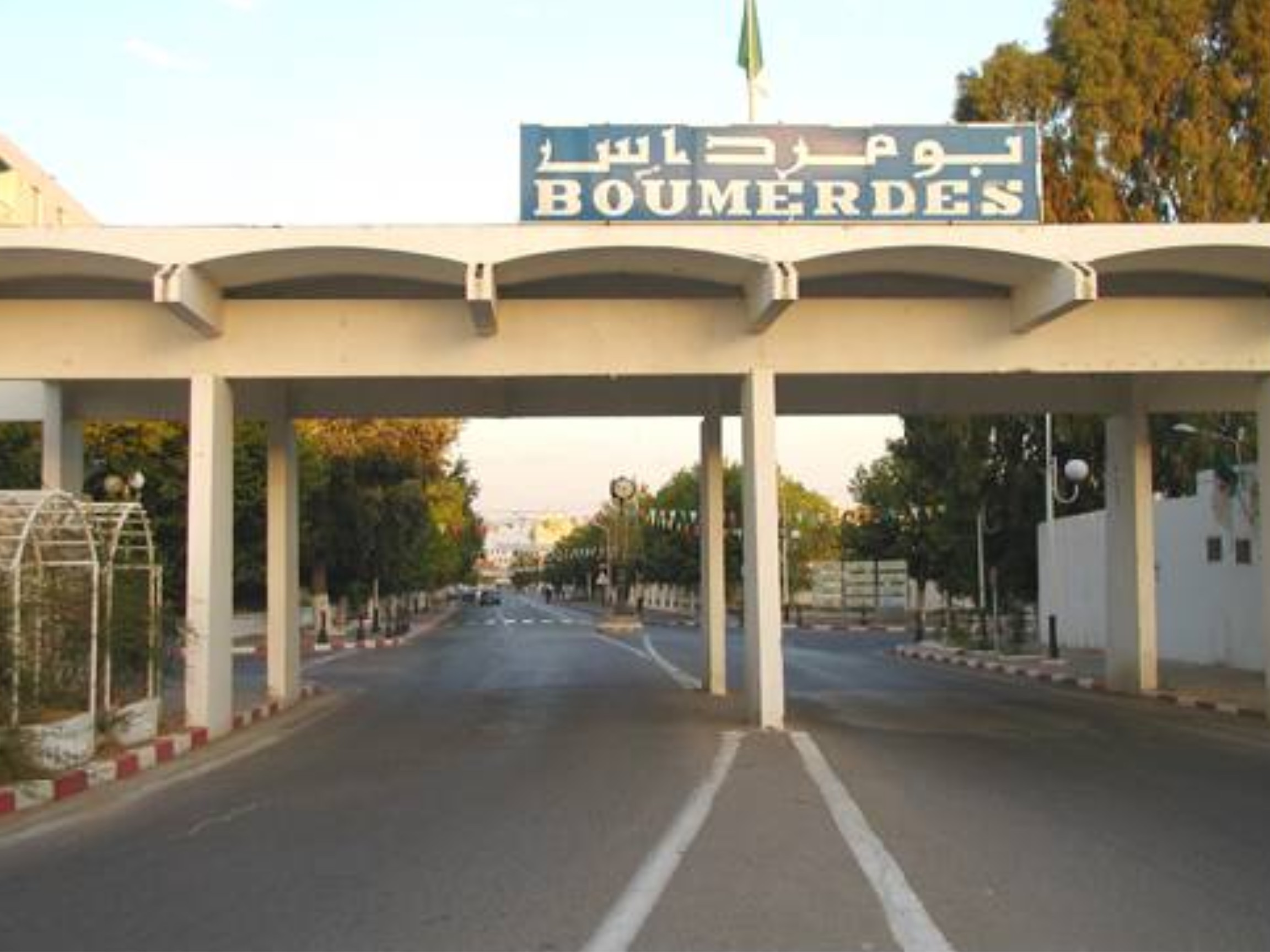
Infart till Boumerdès.

Boumerdès (arabiska بومرداس) är en stad och kommun i norra Algeriet och är administrativ huvudort för en provins med samma namn. Folkmängden i kommunen uppgick till 41 685 invånare vid folkräkningen 2008, varav 28 996 invånare bodde i själva centralorten. Staden hette tidigare Rocher Noir.